# Fuchsmühl
Fuchsmühl là một đô thị ở huyện Tirschenreuth bang Bayern, Đức.